# 索博列夫卡河
索博列夫卡河（俄语：Река Соболевка），前称塔霍别河（俄语：Река Тахобе），是滨海边疆区捷尔涅伊区的河流，源起锡霍特山脉，长51公里，流域面积657平方公里，在同名村庄注入日本海。1972年更为现名。

## 引用
1. ↑  . 国家水登记处.   [2024-08-18]. （原始内容存档于2024-08-18） （俄语）.
2. ↑  А·П·穆拉诺夫. . 列宁格勒: 气象出版社. 1966 （俄语）.
3. ↑  . 列宁格勒: 气象出版社 （俄语）.
4. ↑  Т·А·基谢尔科瓦娅. . 列宁格勒: 气象出版社. 1977 （俄语）.
5. ↑   (PDF). www.vladcity.com. （原始内容 (PDF)存档于2011-07-17）.